# 董建成
董建成，GBS，JP（1942年12月15日—），香港美國籍企业家，曾任东方海外（国际）有限公司董事會主席和香港总商会主席。

## 简介
父亲为船王董浩云，兄為首任香港特首董建华。早年在英国求学，获得英国利物浦大学理学学士学位。后赴美国留学，获得麻省理工学院机械工程硕士学位。
1993年-1995年，担任香港船东会主席。
1996年，接替兄長董建华擔任家族公司东方海外（国际）有限公司的董事會主席。
1999年-2001年，担任香港总商会主席。
1999年11月5日至今，担任中国石油天然气股份有限公司独立非执行董事。
董建成曾是香港港口发展局成员。
董建成曾是星岛集团，永亨银行，国泰航空，浙江沪杭甬高速公路股份有限公司，中银香港的独立非执行董事。
董建成投身教育事业，担任有美国匹兹堡大学校董，美国喬治城大學校董，海上教育学院基金主席，香港理工大学顾问委员会主席。

## 以他命名的事物
- 董氏生物醫學中心：香港城市大學（城大）將新成立的生物醫學中心命名為「董氏生物醫學中心」（中心），以感謝香港董氏慈善基金會（基金會）對大學的鼎力支持和慷慨捐助。中心位於城大楊建文學術樓，佔地2,500平方米，配備先進研究設施，包括最新購置屬全港首部、大中華區第二部的磁性材料成像系統，以及香港第二部的高內涵共聚焦成像系統。[2]